# Айдарлы (Аккольский район)
Айдарлы́ (каз. Айдарлы, до 2019 года — Кра́сный Горня́к) — село в Аккольском районе Акмолинской области Казахстана. Входит в состав Кенесского сельского округа. Код КАТО — 113243300.

## География
Село расположено в центральной части района, на расстоянии примерно 16 километров (по прямой) к северу от административного центра района — города Акколь, в 17 километрах к северо-западу от административного центра сельского округа — аула Домбыралы.
Абсолютная высота — 388 метров над уровнем моря.
Ближайшие населённые пункты: село Малый Барап — на юге, село Алаколь — на севере.
Вблизи села проходит скоростная автомагистраль А1 «Астана — Щучинск».

## Население
В 1999 году население села составляло 103 человека (49 мужчин и 54 женщины). По данным переписи 2009 года в селе проживали 82 человека (45 мужчин и 37 женщин).
| Численность населения | Численность населения |
| 1999                  | 2009                  |
| --------------------- | --------------------- |
| 103                   | ↘82                   |

## Улицы[5]
- ул. Достык